# Vitimiro
Vitimiro (em latim: Vithimiris; m. 376) foi, segundo Amiano Marcelino, um rei gótico dos grutungos ca. 375-376. Segundo esse relato, era filho de Hermenerico e governou as tribos góticas após a morte deste ca. 375. Segundo Herwig Wolfram, Vitimiro certamente não era filho do rei morto. Arne Søby Christensen em sua obra afirma que autores modernos identificam-o com o Vinitário da narrativa de Jordanes, alegando que os nomes podem ser unidos para formar Vitimiro Vinitário, significando "Vitimiro, lutador de vendos".
Durante seu reinado, Vitimiro tentou resistir aos ataques dos alanos, que estavam aliados aos invasores hunos, com a ajuda de outros hunos contratados como mercenários, porém, após muitas derrotas, foi morto em batalha. Ele foi sucedido por seu filho Viderico, contudo, dado sua tenra idade, na verdade, o governo permaneceu nas mãos dos comandantes subordinados Alateu e Safrax.